# Bupleurum tenuissimum
El hinojillo de conejo  (Bupleurum tenuissimum) es una especie de la familia de las Apiáceas.

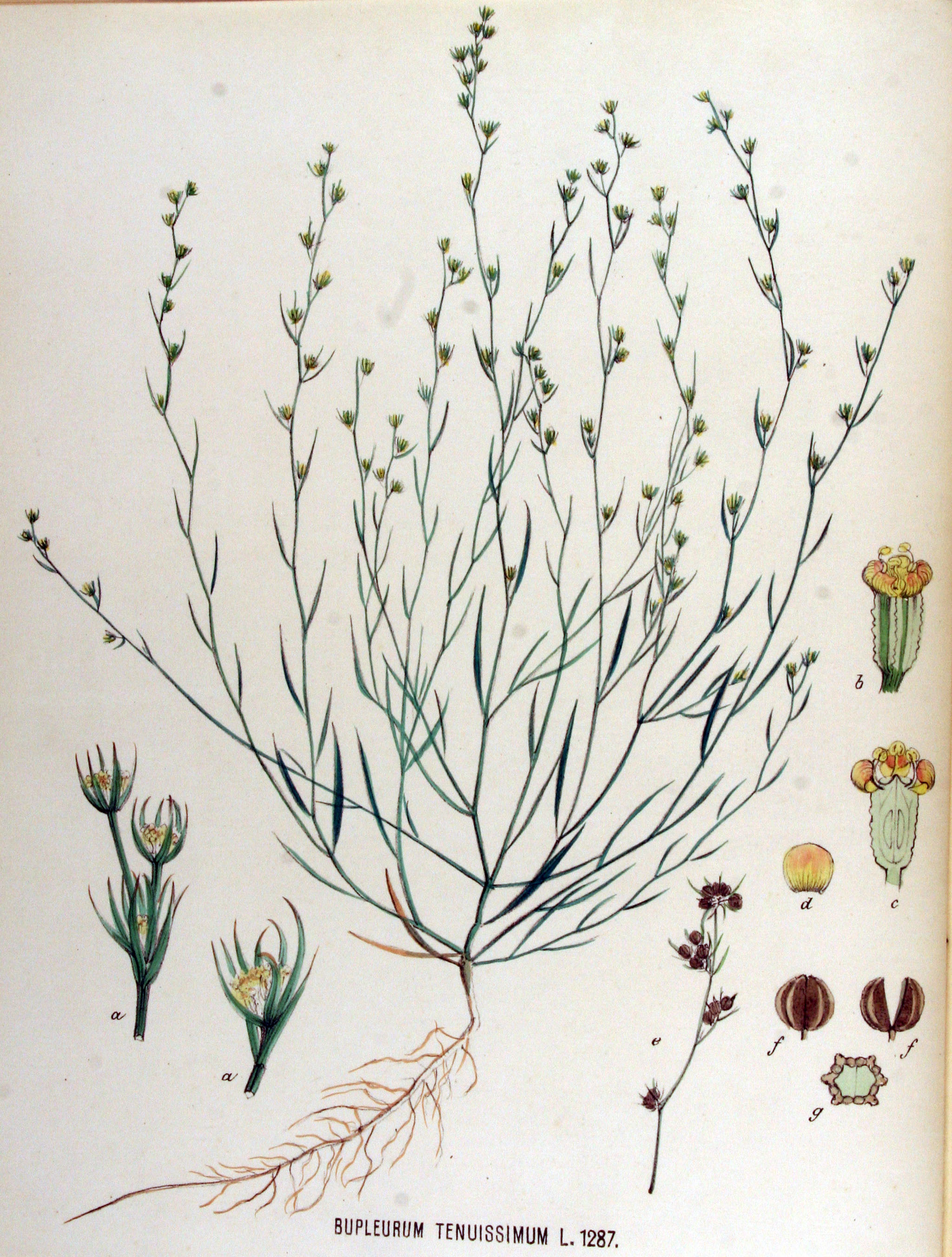
Ilustración de Flora Batavas

## Descripción
Planta muy ramosa, verdiazul, anual de 15-17 cm, de hojas lineales a lineal-lanceoladas, las inferiores de pecíolo corto, 5-7 nervios, visibles por debajo. 1-3 radios primarios, con brácteas de punta fina, subuladas, trinerves; bractéolas foliosas, trinerves, generalmente finamente dentadas en el margen y nervios. Fruto globular, con pequeñas protuberancias, y con tenues crestas onduladas. Florece en el verano. Número cromosomas 2n=16.

## Hábitat
Orillas herbáceas junto al mar, pantanos salados secos.

## Distribución
Oeste, centro y sur de Europa.

## Taxonomía
Bupleurum tenuissimum fue descrita por Carlos Linneo y publicado en Species Plantarum 236. 1753.
Citología
Número de cromosomas de Bupleurum tenuissimum (Fam. Umbelliferae) y táxones infraespecíficos: 2n=16
Etimología
Bupleurum: nombre genérico que deriva de dos palabras griegas bous y pleurón, que significa "buey" y "costa". Probable referencia a las ranuras longitudinales de las hojas de algunas especies del género. Este nombre fue usado por primera vez por Hipócrates y, de nuevo, en tiempos relativamente modernos, por Tournefort y Linneo.
tenuissimum: epíteto latino que significa "más delgado".
Sinonimia
- Bupleurum columnae Guss.
- Bupleurum procumbens Desf.[4]

## Nombre común
- Castellano: cuchillejo fino, hinojillo de conejo, hinojillo de monte.[5]